# 相模屋太兵衛
相模屋 太兵衛（さがみや たへえ、生没年不詳）とは江戸時代の江戸の地本問屋。

## 来歴
本屋と号す。寛文から宝永年間に本町四丁目、通り油町、榑正町において地本問屋を営業している。主に浄瑠璃本、石川流宣の本を出版している。

## 作品
- 『楊貴妃物語』1663年。[注釈 1]（寛文3年）
- 石川俊之 作・画『江戸図鑑綱目 乾』1689年。（元禄2年）
- 石川俊之 作・画『江戸図鑑綱目 坤』1689年。（元禄2年）
- 『日本海山潮陸図』1691年。（元禄4年）
- 石川流宣 『吉原太夫揃』 宝永6年（1709年）